# La Cadiera de Provença
La Cadiera de Provença (en francès La Cadière-d'Azur) és un municipi francès situat al departament del Var i a la regió de Provença – Alps – Costa Blava.

## Demografia
| 1962                                       | 1968  | 1975  | 1982  | 1990  | 1999  | 2006  |
| ------------------------------------------ | ----- | ----- | ----- | ----- | ----- | ----- |
| 1.587                                      | 1.589 | 2.044 | 2.410 | 3.139 | 4.239 | 5.039 |
| Des de 1962: població sense dobles comptes |       |       |       |       |       |       |

## Administració
| Període | Identitat    | Partit |
| ------- | ------------ | ------ |
| 1989-   | René Jourdan | PCF    |